# إضاءة (علم الفلك)
الإضاءة (ملاحظة 1) في علم الفلك، هي الكمية الإجمالية للطاقة المنبعثة من نجم أو مجرة أو أي جرم فلكي آخر لكل وحدة زمنية، أي الطاقة الكلية الصادرة في جميع الاتجاهات وتقاس بالواط.

## في الفلك
الإضاءة في الفلك هي مقدار الطاقة الإشعاعية التي يُطلقها جسم ما (النجوم خصوصا) في الثانية الواحدة. تُقاس الطاقة الإشعاعية للنجوم بطريقتين: الظاهرية (وهي حساب الطاقة المرئية فقط وتقاس بالقدر الظاهري) والبولومترية (وهي حساب الطاقة الحقيقية للنجم وهي «الإضاءة» تُحدّد من خلال حساب كل الإشعاع الصادر من النجم بكل الأطياف ويتم ذلك من خلال حساب حرارة النجم). حيث أن الطريقة الأولى تقيس طاقة النجم التي تصل إلى الأرض بينما الثانية تُقاس بناء على بعد ثابت من النجم وهو 10 فراسخ فلكية. تُقاس إضاءة جرم سماوي بوحدة الواط ولكن عادة ما يستخدم إضاءة الشمس مقياسًا لتسهيل حسابه ويُكتب: {\displaystyle L_{\odot }}. ويبلغ إضاءة الشمس 3.846×1026 واط وأيضا كثيرا ما يستخدم القدر المطلق كوحدة لقياسه.
إن الإضاءة هي مقياس مطلق للنجم ليس له علاقة بالمسافة أو بعده عنا، وبالتالي سواء حُسب من خلال القدر المطلق للأشعة المرئية أو كامل الإشعاع والحرارة للنجم يجب أن توحد المسافة لكل النجوم وكأنها مصطفة على نفس البعد من الأرض. والقدر الظاهري هو لمعان النجم كما هو مشاهد من الأرض والذي يختلف حسب بعد النجم.
يعتمد مقدار إضاءة النجم على كثافته. وقد قسم الفلكيون ضياء النجوم إلى خمسة أقدار يُرمز لها بالأرقام الرومانية. وكلما ازداد الرقم أصبح اللمعان أقل، حيث أن النجوم من القدر "V" (بالأرقام الحديثة "5") هي أقل النجوم ضياءاً. وهناك قدر سادس أخير حيث إن القدر "I" (بالأرقام الحديثة "1") ينقسم إلى قدرين.
أصناف الإضاءة النجمية الصنف، الوصف / مثال
Ia، نجم فوق العملاق / منكب الجوزاء، رجل الجبار.
Ib، نجوم فوق العملاقة عاتمة / نجم الجدي.
II، نجوم عملاقة ساطعة / مينتاكا (نجم في حزام كوكبة الجبار).
III، نجوم عملاقة اعتيادية / السماك الرامح.
IV، نجوم دون العملاقة / آخر النهر (نجم جنوبي ساطع).
V، التسلسل الرئيسي / الشمس، الشعرى اليمانية.

## قياس الإضاءة
الإضاءة في علم الفلك هي مقدار الطاقة الكهرومغناطيسية التي يشعها الجسم خلال كل وحدة زمنية، تقاس الإضاءة إما بالجول / ثانية، أو بالواط، أو مقارنةً بالإضاءة الشمسية، ويعتبر مقياس الإشعاع الحراري (البولومتر) هو الأداة المعيارية المستخدمة لقياس الطاقة الإشعاعية على نطاق واسع من خلال قياس الامتصاص والحرارة «التسخين»، كما أنَّ بعض النجوم تطلق نيوترينوهات والتي تحمل بعضاً من طاقتها (حوالي 2% في حالة شمسنا) وبذلك فهي تسهم في ضياء النجم الكلي ، حددت الجمعية الدولية للأوزان والمقاييس الإضاءة الشمسية برقم معين وذلك لتعزيز نشر قيم متسقة وقابلة للمقارنة في وحدات الإضاءة الشمسية ، تستخدم وحدة «إضاءة الشمس» عادةً بدلاً من الواط لسهولة استخدامها عوضاً عن صياغة أرقام كبيرة جداً لا تساعد القارئ على الفهم والتقدير، وإضاءة الشمس هي كمية الطاقة الإشعاعية التي تطلقها في الثانية الواحدة، ولكن الرقم الناتج لا يأخذ في الحسبان ما تشعه الشمس من نيوترينوهات، وتعتبر الشمس عموماً نجماً قلَّما يتغير ضياؤه، إذ يتعرض ضياؤها لنوبات تغير بسيطة ومن ضمنها التغيرات الدورية التي تحدث كل 11 سنة بسبب ظهور البقع الشمسية واختفائها والتي تغير من درجة إضاءة الشمس بنسبة تقل عن 0.1%.
البولومتر «مقياس الإشعاع الحراري» هو جهاز لقياس الطاقة الشعاعية مثل الموجات الكهرومغنطيسية، اخترعه عالم الفلك الأميركي صموئيل بييربونت لانجلي عام 1878، يستعمل هذا الجهاز عموماً لقياس أشعة الأجرام السماوية في علم الفلك وطيف الأشعة تحت الحمراء بشكلٍ خاص، لا يمكن استخدام البوليمرات - رغم شيوعها - لقياس الإضاءة الظاهرة لنجم لأنها غير حساسة بدرجة كافية عبر الطيف الكهرومغناطيسي ولأن معظم أطوال الموجات لا تصل إلى سطح الأرض، في الممارسة العملية تقوم المقاييس البوليمترية بأخذ قياسات بأطوال موجية معينة وبناء نموذج للطيف الكلي من المرجح أن يطابق تلك القياسات، ولكن في بعض الحالات تكون عملية التقدير هذه غير دقيقة حيث يتم حساب الإضاءة اعتماداً على أقل من 1% من ناتج الطاقة الإجمالي.

## الإضاءة النجمية
يمكن تحديد إضاءة نجم معين اعتماداً على خاصيَّتين هما: الحجم ودرجة الحرارة الفعالة ، حيث تُمثّل الخاصية الأولى عادةً من خلال المقارنة مع نصف قطر الشمس، بينما يتم تقدير الخاصية الثانية بالكلفن، ولكن في معظم الحالات لا يمكن قياس أي منهما بشكل مباشر، فلتحديد نصف قطر النجم هناك حاجة إلى معرفة مقياسين آخرين هما: القطر الزاوي للنجم وبعده عن الأرض، ومع أنَّنا قد نتمكن من قياس كلاهما بدقة كبيرة في بعض الحالات ولكن بالنسبة لمعظم النجوم يكون القطر الزاوي أقل بكثير من قدرتنا على القياس الدقيق، من جهة أخرى ونظراً لأنَّ درجة الحرارة الفعالة هي مجرد رقم يمثل درجة حرارة الجسم الأسود التي من شأنها إعادة إنتاج إضاءة فمن الواضح أنه لا يمكن قياسها بشكل مباشر وإنَّما تقديرها من خلال الطيف المرئي، إنَّ درجة الحرارة الفعالة لجسم مثل نجم أو كوكب هي درجة حرارة جسم أسود يصدر نفس كمية الإشعاع الكهرومغناطيسي لذلك الجسم، وغالباَ ما تستخدم درجة الحرارة الفعالة لتقدير حرارة جسم ما عندما يكون المنحنى الانبعاثي الخاص به (كتابع لطول الموجة) غير معروف، وعندما يصدر النجم أو الكوكب نطاقاً موجياً أقل مما هو للجسم الأسود، تكون درجة حرارته الفعلية أكبر في هذه الحالة.
في نظام التصنيف الحالي للنجوم يتم تصنيف النجوم وفقاً لدرجة حرارتها، حيث تتميز نجوم الفئة O الضخمة والنشيطة بدرجات حرارة تزيد عن 30000 كلفن بينما تتميز نجوم الفئة M الأصغر حجماً والأقدم عمراً بدرجات حرارة أقل من 3500 كلفن، ونظراً لأن الإضاءة تتناسب مع درجة الحرارة، فإن التباين الكبير في درجات الحرارة النجمية ينتج عنه تباين أكبر في الإضاءة النجمية، ونظراً لأن الإضاءة تعتمد بدرجة كبيرة على الكتلة النجمية فإنَّ النجوم المضيئة ذات الكتلة العالية لها عمر أقصر بكثير والنجوم الأكثر إضاءةً هي دائماً نجوم صغيرة ولا يزيد عمرها عن بضعة ملايين من السنين.
في مخطط هرتزشبرونغ-راسل الشهير يمثل المحور السيني درجة الحرارة أو النوع الطيفي بينما يمثل المحور العيني الإضاءة أو الحجم، وسنجد أنَّ الغالبية العظمى من النجوم بالإضافة لنجوم الفئة O الزرقاء ستكون موجودة في الجزء العلوي الأيسر من المخطط، بينما تقع نجوم الفئة M الحمراء في الجزء السفلي الأيمن، وبعض النجوم مثل ذنب الدجاجة ومنكب الجوزاء ستكون في الجزء العلوي الأيمن.

## الإضاءة الراديوية
تُقاس إضاءة المصادر المطلقة للأمواج الراديوية باستخدام الوحدة W Hz−1، ولتجنب الاضطرار لتحديد نطاق ترددي يتم القياس عليه، تُقاس القوة المرصودة أو كثافة التدفق لمصدر راديوي باستخدام وحدة الدفق أو جانسكي Jansky، لحساب إجمالي القدرة الراديوية يجب دمج هذه الإضاءة على عرض النطاق الترددي للإرسال، ومن الافتراضات الشائعة تعيين عرض النطاق الترددي على تردد المراقبة نفسه وهو الأمر الذي يفترض فعلياً أنَّ القدرة المشعة لها كثافة موحدة من تردد صفر إلى تردد المراقبة.

## علاقة الإضاءة بالحجم
الإضاءة هي خاصية قابلة للقياس المجرد بشكل مستقل عن المسافة، أمَّا مفهوم الحجم فهو يتضمن المسافة لأنَّ الحجم الظاهري هو مقياس لتناقص تدفق الضوء نتيجة المسافة وفقاً لقانون التربيع العكسي ، يستخدم مقياس لوغسون لقياس كل من الأحجام الظاهرة والمطلقة، والحجم المطلق يتوافق مع إضاءة النجم أو أي جرم فلكي آخر ولكنَّه ينخفض كلما زادت المسافة بالإضافة لوجود انخفاض إضافي في الإضاءة بسبب الغبار والجزيئات المتواجدة في الفضاء بين النجمي.
يكون من الممكن غالباً تعيين فئة لمعان نجم حتى دون معرفة المسافة التي تفصلنا عنه من خلال قياس عرض بعض خطوط الامتصاص في الطيف النجمي وبالتالي يمكن تحديد مقياس دقيق لحجمها المطلق دون معرفة المسافة ولا الغبار بين النجمي، وعند قياس إضاءة النجوم يكون الحجم المطلق والحجم الظاهري والمسافة الفاصلة هي معالم مترابطة بحيث إذا كانت اثنتان معروفتان يمكن تحديد الثالثة، ونلاحظ هنا أنَّ حجم النجم وهو مقياس لوغاريتمي ليس له وحدة ويرتبط بالإضاءة المرئية المرصود، ويكون الحجم الظاهر هو الإضاءة المرئية المرصودة من الأرض والتي تعتمد على بعد هذا النجم.

## هوامش
- ملاحظة 1 تستعمل بعض من المصادر المصطلحات: الإضاءة[8][9][10] أو قوة الإشعاع[11] أو الجلاء[12] أو السطوع[13] أو الزهو[14] أو اللمعان[15][16] أو التألق،[9][17][18][19] حيث تتخذ موسوعة ويكيبيديا مصطلحات "إضاءة" و"سطوع مطلق" و"لمعان مطلق" مقابلة لـ Luminosity، و"سطوع" و"لمعان" مصطلحينٍ مقابلينٍ لـ Brightness.